# Mandarijnspreeuw
De mandarijnspreeuw (Sturnia sinensis) is een vogelsoort uit de familie Sturnidae.

## Verspreiding en leefgebied
Deze soort komt voor in het zuidoosten van Azië, met name van zuidelijk China tot Cambodja en Vietnam.
1. ↑  (en) Mandarijnspreeuw op de IUCN Red List of Threatened Species.